# Brad Arbon
Brad Arbon (Centerville, ...) è un ex giocatore di football americano e allenatore di football americano statunitense, che ha giocato come fullback.

## Palmarès
- 2 Europei (2010, 2014)
- 1 EFAF Cup (Marburg Mercenaries, 2005)